# Jasmine Camacho-Quinn
Jasmine Camacho-Quinn (* 21. August 1996 in Charleston, South Carolina) ist eine US-amerikanisch-puerto-ricanische Leichtathletin, die sich auf den Hürdenlauf spezialisiert hat. 2021 wurde sie bei den Olympischen Spielen in Tokio Olympiasiegerin im 100-Meter-Hürdenlauf.

## Leben
Jasmine Camacho-Quinn wurde als Tochter einer puerto-ricanischen Mutter und eines afro-amerikanischen Vaters in Charleston im US-Bundesstaat South Carolina geboren. Sie wuchs in der puerto-ricanischen Diaspora in den Vereinigten Staaten auf. Ihre Eltern, Maria und James traten während ihrer Zeit auf dem Charleston Southern College selbst In Wettkämpfen als Leichtathleten an. Ihr Bruder ist der American-Football-Spieler Robert Quinn, der als Outside Linebacker unter anderem bei den Chicago Bears, den Los Angeles Rams und den Dallas Cowboys unter Vertrag stand. Während ihrer Zeit auf der High School begann Jasmine mit der Leichtathletik, nachdem sie der Trainer Edrick Floreal entdeckte. Vor einer Verletzung betrieb sie zudem Geräteturnen. Nach ihrem Schulabschluss nahm sie ein Studium der Entwicklungsstudien an der University of Kentucky auf und wurde Teil von deren College-Sportteam, den Kentucky Wildcats.
Camacho-Quinn identifiziert sich zu einhundert Prozent als Puerto-Ricanerin. Sie spricht neben ihrer Muttersprache Englisch etwas Spanisch und lebt in Orlando in Florida.

## Sportliche Laufbahn
2011 trat Camacho-Quinn zu ihren ersten Wettkämpfen im Hürdenlauf in South Carolina an. Bevor sie sich ausschließlich auf den 100-Meter-Hürdenlauf konzentrierte, trat sie zu Beginn ihrer Karriere auch im Weitsprung und im Sprint an. 2014 steigerte sie ihre Bestzeit im 100-Meter-Hürdenlauf auf 13,37 s. Ab 2016 trat sie in Wettkämpfen für die University of Kentucky an und steigerte sich im Laufe der Saison kontinuierlich. Anfang Juni siegte sie mit neuer Bestzeit von 12,54 s bei den College-Meisterschaften der NCAA und erfüllte damit die Qualifikationsnorm für die Olympischen Spiele in Rio de Janeiro. Für ihre Erfolge im Laufe der College-Wettkämpfe wurde sie zur Freshman of the Year der South Eastern Conference ernannt. Bevor sie in Rio an den Start ging, nahm sie im Juli an den U23-Meisterschaften Nordamerikas auf El Salvador teil und gewann in 12,78 s die Goldmedaille. Genau einen Monat später trat sie bei den Olympischen Spielen an und zog als Siegerin ihres Vorlaufes souverän in das Halbfinale ein. Darin blieb sie in ihrem Lauf an der vorletzten Hürde hängen und wurde schlussendlich disqualifiziert. Sie benötigte fast das gesamte folgende Semester um sich von diesem sportlichen Rückschlag zu erholen.
2017 belegte Camacho-Quinn den zweiten Platz bei den College-Meisterschaften, wobei sie mit 12,58 s eine neue Bestzeit aufstellte. Anschließend warfen sie eine Knieverletzung und eine Verletzung des Iliosakralgelenks zurück. Auch 2018 hatte sie mit Verletzungsproblemen zu kämpfen und verpasste damit die Teilnahme an den Zentralamerika- und Karibikspielen in Kolumbien. 2019 musste sie, erneut aufgrund von Verletzungen, auf die Teilnahme an den Panamerikanischen Spielen in Lima und den Weltmeisterschaften in Doha verzichten. 2020 lief sie im Juli eine Zeit von 11,22 s über 100 Meter und stellte damit einen neuen puerto-ricanischen Rekord auf. 2021 steigerte Camacho-Quinn frühzeitig in der Saison ihre Bestzeit auf 12,32 s und qualifizierte sich für ihre zweite Teilnahme an den Olympischen Spielen. Ende Juli trat sie in Tokio bei den Spielen an und erreichte zunächst das Halbfinale. Darin stellte sie in 12,26 s einen neuen Nationalrekord auf, der zugleich auch einen neuen olympischen Rekord bedeutete. Damit rückte sie auf den geteilten vierten Platz der schnellsten jemals gelaufenen Zeiten über 100 Meter Hürden vor. Im Finale setzte sie sich in 12,37 s gegen die Konkurrenz durch und siegte im vierten Anlauf zum ersten Mal in einem Rennen gegen die Weltrekordhalterin Kendra Harrison aus den USA. Durch ihren Sieg gewann sie die erste Goldmedaille in der Leichtathletik für ihr Heimatland und die erst zweite überhaupt, nachdem die Tennisspielern Mónica Puig 2016 die erste gewinnen konnte.
2022 trat sie in Eugene bei ihren ersten Weltmeisterschaften an. Ein Jahr nach dem Olympiasieg gewann sie Finale der 100 Meter Hürden die Bronzemedaille hinter Tobi Amusan und Britany Anderson. Auch 2023 trat sie in Budapest wieder bei den Weltmeisterschaften an. Nach der Bronzemedaille 2022, gewann sie diesmal Silber mit einer Hundertstelsekunde Rückstand auf die Jamaikanerin Danielle Williams. 2024 trat sie als Titelverteidigerin bei den Olympischen Spielen in Paris an. Sie erreichte das Finale und gewann schließlich in 12,36 s die Bronzemedaille.

## Wichtige Wettbewerbe
| Jahr                    | Veranstaltung                  | Ort                     | Platz                   | Disziplin               | Zeit                    |
| Startet für Puerto Rico | Startet für Puerto Rico        | Startet für Puerto Rico | Startet für Puerto Rico | Startet für Puerto Rico | Startet für Puerto Rico |
| ----------------------- | ------------------------------ | ----------------------- | ----------------------- | ----------------------- | ----------------------- |
| 2016                    | U23-Nordamerikameisterschaften | San Salvador            | 1.                      | 100 m Hürden            | 12,78 s                 |
| 2016                    | Olympische Spiele              | Rio de Janeiro          |                         | 100 m Hürden            | DSQ (Halbfinale)        |
| 2021                    | Olympische Spiele              | Tokio                   | 1.                      | 100 m Hürden            | 12,37 s                 |
| 2022                    | Weltmeisterschaften            | Eugene                  | 3.                      | 100 m Hürden            | 12,23 s                 |
| 2023                    | Weltmeisterschaften            | Budapest                | 2.                      | 100 m Hürden            | 12,44 s                 |
| 2024                    | Olympische Spiele              | Paris                   | 3.                      | 100 m Hürden            | 12,36 s                 |

## Persönliche Bestleistungen
Freiluft
- 100 m: 11,22 s, 24. Juli 2020, Clermont; (puerto-ricanischer Rekord)
- 200 m: 22,27 s, 18. März 2022, Carolina
- 100 m Hürden: 12,26 s, 1. August 2021, Tokio; (puerto-ricanischer Rekord)

Halle
- 60 m: 7,59 s, 23. Januar 2016, Lexington
- 200 m: 22,54 s, 12. Februar 2022, Louisville, (puerto-ricanischer Rekord)
- 60 m Hürden: 7,95 s, 9. Februar 2018, Clemson; (puerto-ricanischer Rekord)